# Betalactama

Núcleo das penicilinas. Beta lactama é o quadrado no centro.

Ácido clavulânico

Amoxicilina

Ampicilina

Flucloxacilina

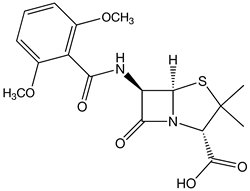
Meticilina

Dicloxacilina

Um anel beta-lactama (β-lactama) é uma lactama com uma estrutura em anel heteroatômico, consistindo de três átomos de carbonos e um átomo de nitrogênio. O anel beta-lactama é parte da estrutura de diversas famílias de antibióticos, principalmente as penicilinas, cefalosporinas, carbapenemas e monobactamas, as quais são consequentemente também chamadas antibióticos beta-lactâmicos. Estes antibióticos trabalham por inibir a síntese da parede celular bacteriana. Isto tem um efeito letal sobre as bactérias, especialmente sobre as Gram positivas. Bactérias podem desenvolver resistência contra antibióticos beta-lactamas por produzir beta-lactamase.
A primeira β-lactama sintética foi preparada por Hermann Staudinger em 1907 por reação da base de Schiff da anilina e benzaldeído com difenilcetena   em uma cicloadição [2+2]: